# Liste des ordres, décorations et médailles de l'Irlande
 (février 2025).
Les ordres, décorations et médailles de la Irlande constituent un système par lequel les citoyens, civils et militaires sont récompensés pour leur courage, leur réussite ou pour services rendus. Le système comprend les ordres honorifiques, les décorations, à titre civil ou militaire et les médailles.

## Honorifique
| Ordre de Saint-Patrick (1783-1936) |
| ---------------------------------- |
|                                    |
|                                    |

### Militaire
| Médaille militaire d'honneur (1944) | Médaille militaire de bravoure avec distinction (1944) | Médaille militaire de bravoure et mérite (1944) | Médaille pour service distingué et honneur (1964) | Médaille pour service distingué (1964) | Médaille du Mérite (1964) |
| ----------------------------------- | ------------------------------------------------------ | ----------------------------------------------- | ------------------------------------------------- | -------------------------------------- | ------------------------- |
|                                     |                                                        |                                                 |                                                   |                                        |                           |

| Médaille du service (10 années) | Médaille du service (15 années) | Médaille du service de défense locale FCÁ (7 années) | Médaille du service de défense locale FCÁ (12 années) | Médaille des Services d'urgence (unités professionnelles) | Médaille des Services d'urgence (volontaires) |
| ------------------------------- | ------------------------------- | ---------------------------------------------------- | ----------------------------------------------------- | --------------------------------------------------------- | --------------------------------------------- |
|                                 |                                 |                                                      |                                                       |                                                           |                                               |

### Thématique
- Irish Film and Television Awards pour le cinéma et la télévision.
- Meteor Music Awards pour la musique.
- Sportif irlandais de l'année pour le sport.
- Sam Maguire Cup pour le football.